# Harold Mackintosh
Pour les articles homonymes, voir Mackintosh.
Harold Mackintosh, 1er vicomte Mackintosh de Halifax, né le 8 juin 1891 à Halifax dans le Yorkshire de l'Ouest au Royaume-Uni et décédé le 27 décembre 1964 à Norwich, est un confiseur et pâtissier britannique.
La société de confiserie Mackintosh avait été créée en 1890 par son père, John Mackintosh. En 1920, au décès de son père, Harold reprend la société familiale et il est notamment connu pour avoir créé les assortiments de Quality Street en 1936.